# Гинрихс, Иоганн Христиан
Иоганн Христиан Гинрихс (Johan Christian Hinrichs; 1759—1823) — статский советник, музыковед, историк музыки и педагог; почётный член Санкт-Петербургского филармонического общества, автор трактата о роговой музыке.

## Биография
Иоганн Христиан Гинрихс родился 8 августа 1759 года. Учился в Любеке и Риге, затем поселился в Петербурге, где поступил на службу и был преподавателем Статистической школы. 
Пятилетняя дружба с известным популяризатором роговой музыки Яном Антонином (Иоганом Антоном) Марешем и полученное Гинрихсом от наследников последнего собственноручное описание устройства Марешем роговой музыки дало возможность к изданию его трактата: «Entstehung, Fortgang und jetzige Beschaffenheit der Russischen Jagdmusik. St.-Petersburg. Gedruckt bei I. B. Schnoor.» 1796. (8° XIV и приложение), одновременно изданного в переводах с немецкого на русский («Начало, успехи и нынешнее состояние роговой музыки». СПб. 1796, 4°) и французский языки и посвященного российскому императору Павлу І. Последнее говорит о том, что он был лично известен русскому государю. 
Книга И. Х. Гинрихс стала на тот момент единственным трудом, дающем обстоятельные сведения о русской роговой музыке и об изобретателе последней — Мареше, портрет которого автор также издал, независимо от книги, на свой счет. 
В 1815 году, уже в чине статского советника, Гинрихс был избран в почётные члены Санкт-Петербургского Филармонического общества.
Иоганн Христиан Гинрихс умер 19 мая 1823 года и был погребён на Волковом лютеранском кладбище в Санкт-Петербурге.